# Lytkarino
Lytkarino (em russo: Лыткарино) é uma cidade da Rússia situada no óblast de Moscou. Localiza-se à 30 km ao sudeste da cidade de Moscou, e tem uma população de cerca de 55.237 habitantes (2010). 